# 小川佳世子
小川 佳世子（おがわ かよこ、1960年5月31日 - 2022年1月）は、日本の歌人、能楽研究者。京都府出身。

## 略歴
同志社大学経済学部卒業。国際日本文化研究センター特別研究員、京都市立芸術大学伝統音楽研究センター特別研究員を経て、大手前大学大学院比較文学研究科博士課程で能の研究を行う。天野文雄（大阪大学名誉教授）の指導を受ける。能における和歌の重要性を考えるうちに、1997年より岡井隆の新聞短歌欄に投稿を始める。1999年、未来短歌会に入会。岡井隆に師事。2003年、2002年度未来年間賞受賞。2007年、第一歌集『水が見ていた』にて第33回現代歌人集会賞を受賞。2016年、第二歌集『ゆきふる』で第24回ながらみ書房出版賞を受賞。2021年、第三歌集『ジューンベリー』で日本歌人クラブ近畿ブロック優良歌集賞を受賞。京都造形芸術大学、甲南大学の元非常勤講師。
京都弁の口語を、標準語の口語文脈や文語文脈と違和感なく混合させた文体を特徴とする。
癌により2022年1月に61歳で死去。

## 著書
- 水が見ていた 歌集[2] ながらみ書房 2007.3 ISBN 978-4860234515 帯文・解説：岡井隆。
- 歌集 ゆきふる　ながらみ書房 2015.12 ISBN 978-4860239800
- 小川佳世子歌集（現代短歌文庫） 砂子屋書房 2018.11 ISBN 978-4790417002
- ジューンベリー 砂子屋書房 2020.7 ISBN 978-4790417606